# Annaismissing
#annaismissing [ˈhæʃtæɡ ˈʌnə ɪz ˈmɪsɪŋ]IPA je česko-slovenský dramatický thriller režiséra Pavla Soukupa z roku 2023; jde o volné pokračování webového seriálu #martyisdead. Snímek měl premiéru 10. srpna 2023. Později byl rozdělen na 9 epizod a umístěn na VOD službu Voyo.

## Zápletka
Anna, influencerka známá svým provokativním obsahem, se na sítích tajemně odmlčí. Když patnáctiletá Nina najde fotku polonahé Anny v mobilu svého táty, rozhodne se ji vypátrat; sled dalších událostí změní život jak Nině, tak její rodině.

## Obsazení

### Hlavní úlohy
- Viktorie Vítová jako Anna Urbancová
- Alexandra Vostrejžová jako Nina
- Marek Němec jako Eliáš, otec Niny
- Barbora Bočková jako Linda, matka Niny
- Magdalena Čečo jako Robin Rašková, kamarád/ka Niny

### Vedlejší úlohy
- Petra Bučková jako Alena, Eliášova kolegyně
- Terezie Holá jako Meda, sestra Niny
- Vlastina Kounická Svátková jako Sabina, matka Anny
- Bára Horčičková jako Tereza
- Lukáš Souček
- Jakub Jelínek jako Libor
- Jan Lepšík jako major kriminálky
- Marek Holý jako Jiří
- Jan Grundman jako Petr
- Martin Bohadlo jako Patrik
- David Steigerwald jako Patrikův kamarád

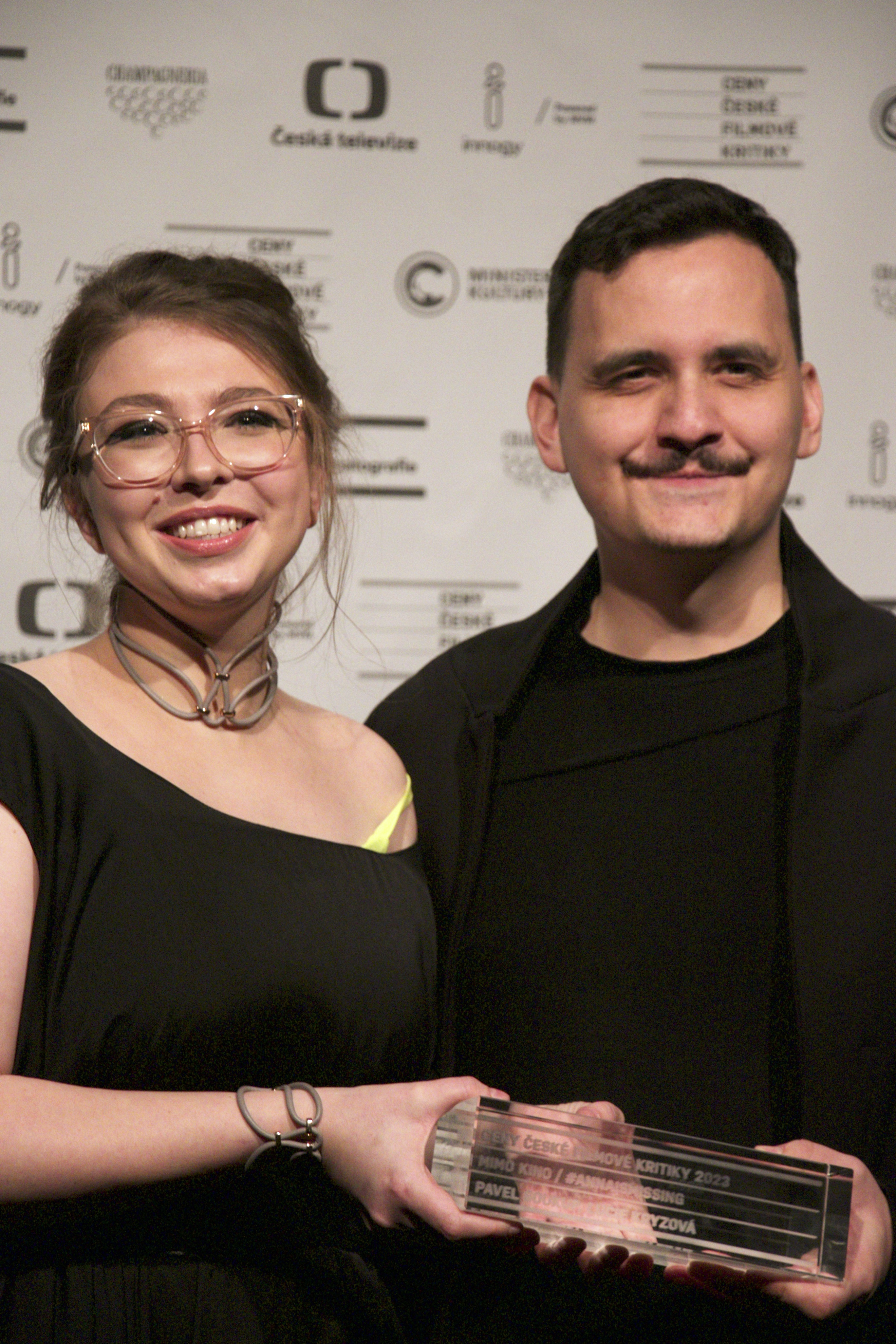
Tvůrci filmu na Cenách české filmové kritiky 2023

- Adam Kyznar jako teenager
- Matyáš Svoboda jako teenager
- Nela Dobiášová jako teenager
- Kajetán Písařovic

## Recenze
- Mirka Spáčilová, MF DNES / iDNES.cz  70 %[3]
- Věra Míšková, Právo / Novinky.cz  85 %[4]
- Lenka Vosyková, Červený koberec  90 %[5]